# Thonnance-lès-Joinville
Thonnance-lès-Joinville é uma comuna francesa na região administrativa de Grande Leste, no departamento de Haute-Marne. Estende-se por uma área de 11,33 km². Em 2010 a comuna tinha 718 habitantes (densidade: 63,4 hab./km²).